# Tridenchthonius cubanus
Tridenchthonius cubanus är en spindeldjursart som först beskrevs av Chamberlin 1929.  Tridenchthonius cubanus ingår i släktet Tridenchthonius och familjen Tridenchthoniidae. Inga underarter finns listade i Catalogue of Life.